# Questionaut

Questionaut — коротка навчальна відеогра, розроблена компанією Amanita Design для BBC. Це пригодницька гра «вкажи і клацни», призначена для англомовних дітей шкільного віку. Передбачається реалізувати свої знання з англійської мови, математики та природничих наук.   

## Ігровий процес
Гравці керують аеронавтом, який намагається піднятися за допомогою повітряної кулі якомога вище, щоб отримати капелюх, який належить його другу Воднику. Але повітряна куля втрачає повітря, і аеронавт змушений приземлитися на планети , що левітують. На цих планетах є істоти, які певним чином спеціалізуються (англійська мова, математика, хімія тощо). Гравцеві належить розв'язати просту задачу, а потім відповісти на питання з теми, на якій спеціалізується істота, що живе на планеті. Кожне з цих питань має три варіанти. Коли гравець вибирає правильну відповідь, повітряна куля отримує трохи повітря, але якщо він вибирає неправильну відповідь, повітряна куля втрачає повітря. Коли гравець отримує достатньо повітря, повітряна куля переносить його на вищу планету.

## Розвиток
Amanita Design розробила Questionat на замовлення BBC. Amanita Design отримала запитання, які мали бути включені в гру, і попросила розмістити її в різних середовищах, але в іншому розробники мали творчу свободу. 